# Кон Тум (провинция)
Кон Тум (на виетнамски: Kon Tum) е виетнамска провинция разположена в регион Тай Нгуйен. На север граничи с провинция Куанг Нам, на юг с провинция Жиа Лай, на запад с Камбоджа, а на изток с провинция Куанг Нгай. Населението е 520 000 жители (по приблизителна оценка за юли 2017 г.).
На територията на провинцията се провежда една от решаващите битки по време на Виетнамската война, битката при Дак То.

## Административно деление
Провинция Кон Тум се дели на един самостоятелен град Кон Тум и осем окръга:
- Дак Жлей
- Дак Ха
- Дак То
- Кон Плонг
- Кон Рай
- Нгок Хой
- Са Тхай
- Ту Мо Ронг